# Хардкор-панк
Хардко́р-панк (англ. hardcore punk) — музыкальный жанр, появившийся в США и Великобритании в конце 1970-х годов в результате обособления от панк-рока. Звук, по сравнению с традиционным звучанием панк-рока, стал более быстрым, тяжёлым, композиции стали короче. Кроме того, отличительная черта хардкор-панка — более размытые, синкопированные риффы по сравнению с панк-роком. Основная тематика песен — личностная свобода, анархия, политика, социальные аспекты, стрейт-эдж, веганизм, насилие, пацифизм.
Исполнители хардкор-музыки не имели коммерческого успеха, но со временем альбомы таких групп, как Black Flag и Dead Kennedys, достигали золотого статуса. Альбомы Damaged (Black Flag), Double Nickels on the Dime (Minutemen) и New Day Rising (Hüsker Dü) были признаны одними из лучших альбомов всех времён по версии журнала Rolling Stone.
Хардкор-панк оказал значительное влияние на развитие тяжёлой и альтернативной музыки 1980-х и 1990-х годов.

## История
В конце 1970-х годов параллельно в Великобритании и США зарождается новый поджанр панк-рока — ускоренный, с более тяжёлыми риффами, зачастую нарочитой немелодичностью, ускоренным темпом, небольшой длительностью произведений.
Хотя поклонники тяжёлого варианта панк-рока первоначально и ассоциировали себя с панками, при этом не особо слушая «традиционные» панк-группы — Ramones, Sex Pistols, The Clash и тому подобное, со временем произошло обособление их в отдельную субкультуру. Точное происхождение термина «hardcore» установить трудно. Первоначально термин обозначал не столько стиль музыки, сколько тусовку, единый коллектив, «unity». В 1981 году ванкуверская группа D.O.A. выпускает альбом под названием Hardcore’81, что, несомненно, помогло популяризации термина. Имеются существенные различия между американским и европейским (главным образом британским) хардкором.

### Американский хардкор
По словам Брендана Маллена (Brendan Mullen), основателя панк-клуба The Masque в Лос-Анджелесе, первое турне британской группы The Damned с их «убыстрённым», по сравнению с традиционным панк-роком, звучанием, произвело «сенсацию» среди поклонников панк-рока и местных музыкантов, что дало толчок к развитию первой волны хардкора на Западном побережье США.
Особое влияние на хардкор-музыку оказала и панк-группа Wire с их альбомом «Pink Flag» 1977 Года. Данного мнения придерживались Генри Роллинз и Ян Маккей. Наиболее заметные локальные сцены в первой половине 1980 годов существовали в Лос-Анджелесе, Сан-Франциско, Бостоне, Вашингтоне, Нью-Йорке.
Главным образом, хардкор-культура «варилась сама в себе», не выходя за пределы тусовки, по принципу «я играю для себя и моих друзей». На собственные деньги создавались студии звукозаписи, организовывались концерты. Основные рекорд-лейблы того времени — SST Records (Хермоса-Бич, основан группой Black Flag), Dischord (Вашингтон (округ Колумбия), группа Minor Threat), BYO Records (Лос-Анджелес, основан группой Youth Brigade), Epitaph Records (Лос-Анджелес, основан группой Bad Religion). Тем не менее, некоторые коммерческие радиостанции включали в свою ротацию композиции хардкор команд, а ведущие музыкальных радиошоу (часто ночных) приглашали в эфир молодые перспективные группы. Как пример, можно назвать шоу Rodney on the ROQ Родни Бингенхеймера (Rodney Bingenheimer) на радио KROQ в Лос-Анджелесе, Noise The Show Тима Соммера (Tim Sommer) на нью-йоркском радио WNYU, Пата Дункана (Pat Duncan) на станции WMFU в Нью-Джерси, калифорнийских диджеев Тима Йоханнана (Tim Yohannan) и Джеффа Бейла (Jeff Bale) с их программой Maximum RocknRoll на радио KPFA. Среди фензинов, пишущих о хардкор музыке — Flipside и Maximum RocknRoll.
С другой стороны, субкультура получила скандальную известность из-за вспышек насилия, драк и столкновений с полицией, которыми часто сопровождались концерты, особенно подобные события имели место в Лос-Анджелесе.

#### «Крестные отцы» хардкора

Граффити с изображением Йена Маккея и Генри Роллинза в Нью-Джерси

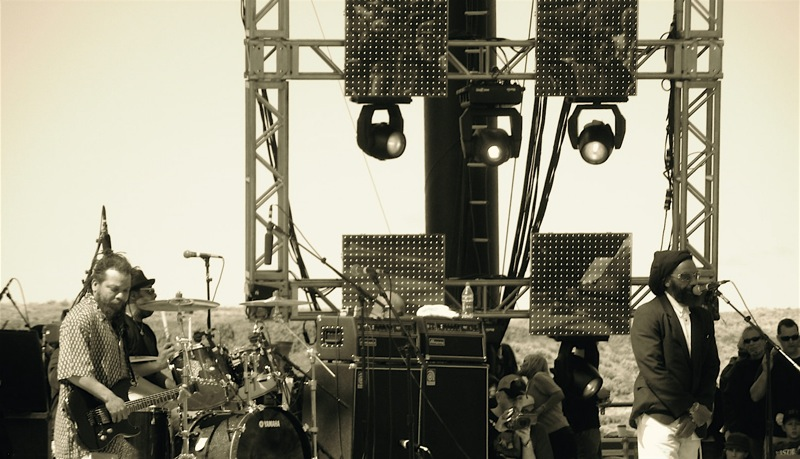
Bad Brains

Майкл Азеррад (Michael Azzerad) в своей книге Our Band Could Be Your Life выделяет несколько наиболее значимых групп в американском хардкоре 80-х. На Западном побережье это Black Flag (Лос-Анджелес), The Middle Class (Санта-Ана), на Восточном побережье — Minor Threat и Bad Brains из Вашингтона.
Black Flag, основанный в Лос-Анджелесе в 1976 году гитаристом и исполнителем Грегом Гинном (Greg Ginn), оказал существенное влияние на развитие местной, а позднее всей североамериканской хардкор-сцены, благодаря своей напористости, особому непривычному звучанию, и пропагандой DIY философии. Одними из первых, группа, помимо локальных концертов, стала устраивать туры по всей Америке. Прежде слабо связанные между собой локальные хардкор-сцены получали обмен опытом и узнавали о существовании друг друга.
Bad Brains, вашингтонская группа, появившаяся в 1977 году, в своей музыке первоначально соединяла ритмы тяжёлого рока и регги. Тем не менее, их ранние работы представляют собой образцы самых быстрых темпов в панк-роке.
Minor Threat, основанная в 1980 году Яном Маккеем, первоначально играли под впечатлением Bad Brains — быструю, очень тяжёлую музыку. Minor Threat считаются основоположниками Straight Edge движения.
Частичная популяризация хардкор-панка упала и на плечи Ramones, которые начали экспериментировать с хардкором в альбомах «Too Tough To Die» (1984) и «Brain Drain» (1989), а на концертах в середине 80-х годов начали играть собственные песни в два раза быстрее, чем играли обычно.

#### Другие представители хардкора
Калифорнийские Dead Kennedys появились в Сан-Франциско в 1978 году, их первый сингл, California Über Alles, вышел в 1979 году. К выпуску In God We Trust, Inc ЕР в 1981, группа играла в очень быстром темпе, который был уже ближе к хардкор-звучанию. Первый альбом группы Circle Jerks, Group Sex (1980 год) содержал несколько очень быстрых композиций. Hüsker Dü из Миннесоты в свой ранний период исполняли очень быстрые жёсткие панк-композиции (концертный альбом 1982 года Land Speed Record).
Bad Religion в 1982 году выпустили альбом How Could Hell Be Any Worse?, который по звучанию считается эталоном ранней хардкор-сцены. Группа, не замедляясь и не удлиняя песни, добавила в свою музыку мелодии и стройные бэк-вокалы, создав фактически новый жанр (melodic hardcore), который также лёг в основу развития новой волны американского панк-рока (базирующегося именно на раннем хардкоре). Beastie Boys, впоследствии более известные как хип-хоп-коллектив, свою музыкальную деятельность начинали как хардкор группа. Среди прочих можно назвать The Misfits (Нью-Джерси), 7 Seconds (Рено, Невада), Negative Approach (Детройт), SS Decontrol и Negative FX (Бостон), Agnostic Front (Нью-Йорк), Suicidal Tendencies (Лос-Анджелес).

#### 1980-е: трэшкор, пауэрвайоленс, гранж
В начале 80-х возникает новое ответвление хардкора — трэшкор. Группы Cryptic Slaughter, D.R.I. и другие исполняют скоростную разновидность хардкора. Со временем трэшкор перерастает в пауэрвайоленс, ещё более ускоренный вариант. Название взято из песни «Hispanic Small Man Power (H.S.M.P.)» группы Man Is the Bastard. Возник в конце 80-х годов, характеризуется дальнейшим утяжелением звучания трэшкора и определенной структурной хаотичностью композиций. Представители — No Comment, Infest, Spazz.
С середины 80-х начинается история гранжа. Впитав в себя наследие хардкора появляется первая волна исполнителей, таких как, Green River, The Melvins, Mudhoney, Soundgarden, L7. Эта сцена получила сначала локальную (в городах Сиэтл, Лос-Анджелес), а затем и мировую известность, с прорывом группы Nirvana в 90-х. Однако Nirvana и представители второй волны гранжа (Pearl Jam, Alice in Chains) все дальше отдалялись от истоков и хардкор-звучания.

#### 1990-е: металкор
В результате слияния хардкора и метала, появился металкор, а именно его ранняя форма — кроссовер-трэш. Согласно Encyclopaedia Metallum, жанр получил своё название по заглавию альбома Crossover группы D.R.I. в 1987 году. Среди групп, испытавших влияние кроссовера — Cro-Mags, Murphy’s Law, Agnostic Front, Warzone, Cryptic Slaughter. Со временем он стал развиваться и испытывать влияния других жанров, в результате появились маткор и дэткор.

### Британский хардкор

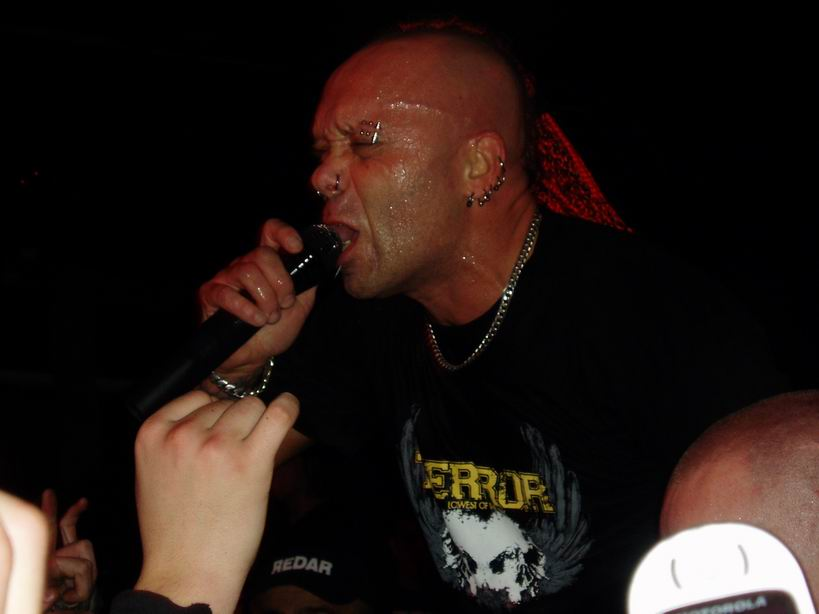
Уотти Бьюкэн из The Exploited

Параллельно с появлением и развитием американского хардкора, в Великобритании конца 70-х из традиционного панка также начал обосабливаться новый тип музыки. Несмотря на схожие истоки и многочисленные культурные пересечения (этому способствовали концертные туры как американских групп в Европе (Black Flag и US Chaos в 1981—1982 годах), так и наоборот), британский хардкор во многом отличался от американского. Британский вариант хардкора часто называют стрит-панком, тем самым отделяя его от «классического», американского, хардкора.
Важнейшие представители британского хардкора (стрит-панка) — The Exploited, Discharge, G.B.H.. Особое внимание в текстах уделялось политическим и социальным аспектам. Британский хардкор многое заимствовал от Oi! движения и от спид-метал групп, таких как Motorhead.

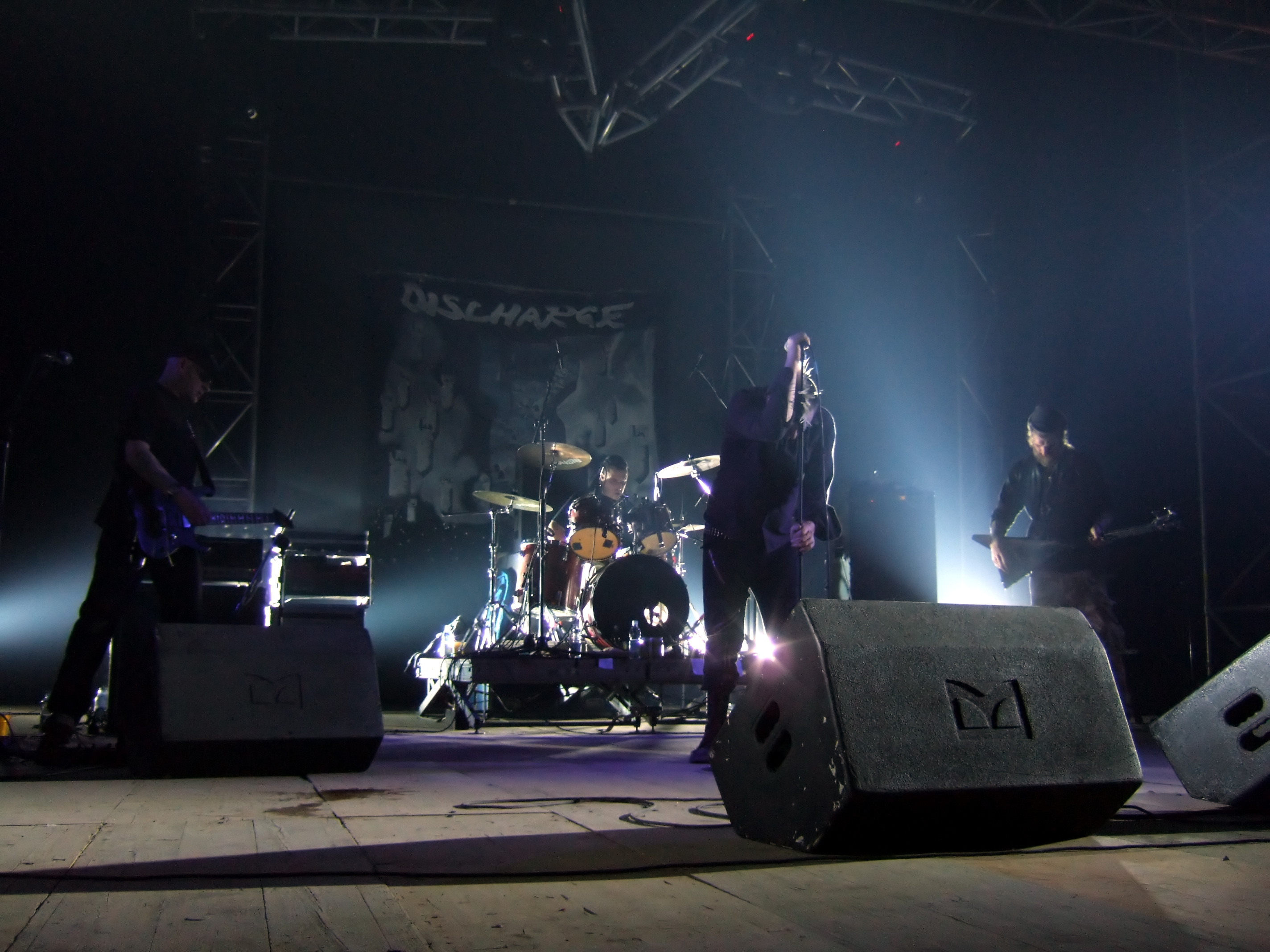
Discharge

Группа Discharge была основана в 1977 году Терри Робертсом (Terry «Tezz» Roberts) и Роем Уэйнрайтом (Roy «Rainy» Wainwright). Первоначально играя под влиянием панк-рока, уже к началу 80-х пришли к новому саунду — более жесткому звучанию гитар, рычащему вокалу. Влияние этой группы нельзя недооценить, вскоре даже выделился целый поджанр, под названием ди-бит, для классификации исполнителей подражающих Discharge. Первой такой группой стала The Varukers. Помимо Британии, жанр получил популярность в Швеции, где его называли ещё käng, а также в Японии и Бразилии. В Швеции многие ди-бит команды использовали в своих названиях элементы слова «discharge» (Disfear, Disclose, Discard, Recharge, Disarm и Distraught). Ди-бит тесно связан с краст-панком, появившимся в середине 80-х, который представляет собой более тяжёлый и более сложный его вариант.

#### Краст-панк (англ.Crust punk)
Краст-панк зародился в середине 80-х в Англии путём смешения ди-бита с металом.

#### Грайндкор (англ.Grindcore)
Изначально грайндкор, оформившийся во второй половине 80-х, возник путём объединения элементов краст-панка и трэшкора с влиянием трэш-метала, с исключительно быстрым темпом (до 400 ударов в минуту), очень короткими композициями, как правило хрипящим или рычащим вокалом. Характерные представители классического грайндкора — Napalm Death, Carcass, Repulsion, Terrorizer.

### Континентальная Европа
Особенно активные сцены существовали в Германии, Италии, Нидерландах, Финляндии, Швеции. Заметные группы евро-хардкора 80-х — Wretched, Negazione, KinA, Kafka, Frammenti, CCCP Fedeli alla linea, Grandine (Италия), Crise Total (Португалия), HHH, MG-15, Subterranean Kids, L’Odi Social, Ultimo Gobierno (Испания), The Buttocks, OHL, Toxoplasma, Chaos Z, Vorkriegsjugend, Spermbirds (Германия), UBR (Югославия), Heimat-Los (Франция), Larm, Funeral Oration (Нидерланды), Dezerter (Польша), Kaaos, Lama, Riistetyt, Terveet Kadet, (Финляндия), Headcleaners, Homy Hogs, Mob 47 (Швеция).

### Хардкор в СССР
C 1982 года в СССР тоже стали появляться группы, играющие разновидности хардкора:
- «Verine Pühapäev» (1982) (Таллин),
- «Inokentijs Mārpls» (1985) (Рига),
- «J.M.K.E.» (Таллин),
- «Osakond 79» (Таллин),
- «Ва-Банкъ» (1987—1991) (Москва),
- «Кооператив Ништяк» (1989—1990) (Тюмень),
- «Похоронное бюро» (Новосибирск),
- «Пищевые отходы» (Новосибирск),
- «Alice Tisler» (Кохтла-Ярве),
- «Curt And The Contras» (Омск),
- «Аскарида» (Архангельск),
- «Пурген» (Москва),
- «Distemper» (1989—1995) (Москва),
- «Бироцефалы» (1989—1994) (Ленинград),
- «The Unsubs» (Киров),
- «АНЧ» (Москва),

### Хардкор в России и СНГ
Наиболее яркими хардкор группами на пост-советском пространстве в 1990-х являлись группы Пурген, The Unsubs, 5 Углов, Skygrain, и Колесо Дхармы.
До 2000 года хардкор сцена в России была развита слабо. Очагами развития хардкора в России принято считать Москву (Argument 5.45, Unconform, Changes, RAY, SkyGrain, What We Feel, Проверочная Линейка, Not For Me, Will To Win), Улан-Удэ (Оргазм Нострадамуса, Аборт Мозга), Санкт-Петербург (Вибратор, Маррадёры, Химера, 5 Углов, Til’I’Die, Next Round, Engage At Will, Cut’n’run, Sandinista!), Киров (The Unsubs, Никаких Отговорок), Волгоград/Волжский (Колесо Дхармы, Посадил Дерево, Picasso-Core), Новосибирск (Взрывные Устройства), Самара (Ячеистый Бетон, Crazy Jump) и Тольятти (Turbo Lax).
В последующие годы идет быстрый рост числа коллективов и активно развивались локальные сцены в таких городах как Воронеж (Gloves off, Bona Fides, Ближний бой), Калининград (Dice, Клинч, Голод & Тетка) Белгород (Kung-Fu Devils, ATOM, Ass Federation), Самара ( WLVS ), Тольятти (Вера Холодная), Уфа (Villainz United, Last Man Standing, Last Unit), Брянск (32), Нижний Новгород (Wild By Heart, Partybreaker), Ижевск (Reasons, Scrap Monsters, Minefield), Пермь (Frenzied Kids, COMFORT ZONE, Сделка с Совестью), Саратов, Новгород Великий, Барнаул (I.Witness, МойФлагСмят, Reason To Hate), Омск (Chaos Reunion, Bristled Up, Doloto), Краснодар (UNDERWATER,PF-074, Засрали Солнце, МАМА), Усмань, Иркутск, Нижнекамск, Октябрьский, Псков (HARD TO OVERCOME), Липецк (Ghosts Bastards), Караганда, Казахстан (First Fight, Drown My Hate), Северодвинск (Русский Продукт), Архангельск (Panzer Division, Д. Б.Т., LSD, Майонез Огинского), Усть-Каменогорск, Казахстан (Day of Defeat).
В настоящее время сцена на российском пространстве представлена десятками команд всех жанров от NYHC до красткора, даркхардкора, нойза и скримо. 

## Субкультура

### Внешний вид

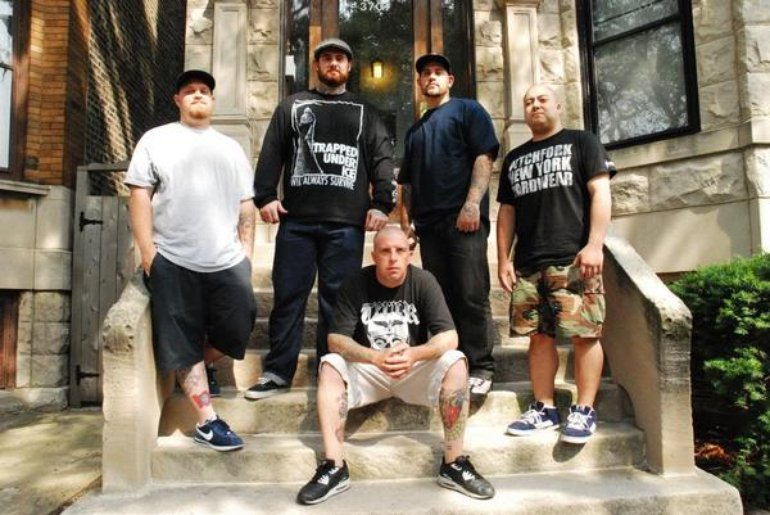
Хардкор группа Death Before Dishonor

В отличие от британской панковской эпатажной одежды — разноцветные клетчатые штаны, крашенные ирокезы и т. д., в хардкор-среде преобладал более сдержанный стиль. Простые (прямые или узкие) или широкие джинсы, баскетбольные куртки, клетчатые рубашки, обычные облегающие футболки, баскетбольные майки, толстовки, кроссовки или кеды, шорты, банданы, глухие бейсболки, в основном короткая прическа. В поздний период добавилась мода на пирсинг и татуировки.

### Straight Edge

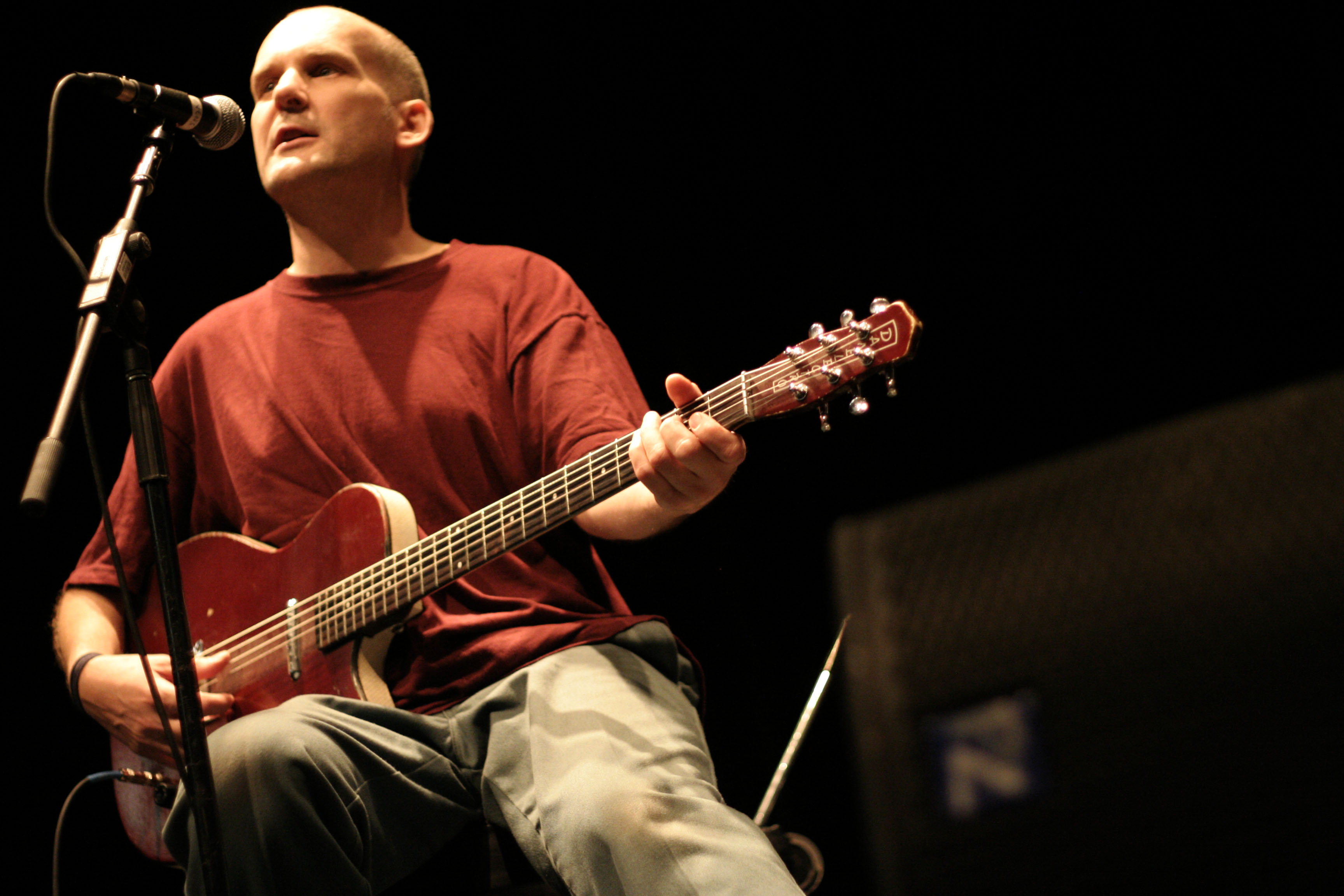
Ян Маккей, придумавший понятие «Straight Edge»

Straight Edge (англ. чёткая грань, чёткая линия), сокращенно sXe, получил своё название от одноименной песни вашингтонской группы Minor Threat. Это мировоззренческое, этико-философское течение, основными принципами которого являются здоровый образ жизни (отказ от наркотиков, отказ от курения, отказ от алкоголя), разборчивость в половой жизни, самоконтроль. Наиболее известный символ sXe — крест на тыльной стороне ладони, подобные знаки наносили несовершеннолетним при входе в бар, чтобы им не продавали алкогольные напитки. Движение возникло как противовес традиционному панк-мировоззрению — «живи быстро, умри молодым». В движении существует несколько направлений — хардлайн, софтлайн, милитант, веган, христианский sXe. Среди групп, разделявших и пропагандировавших идеологию Straight Edge — Teen Idles, Minor Threat, SSD, DYS, Justice League, 7 Seconds, Uniform Choice, Unity, Larm, Youth of Today, Bold, Unit Pride, Turning Point, No For An Answer, Earth Crisis, Strife, Chokehold, Portraits Of Past, Canon, Culture, Ten Yard Fight, In My Eyes, Fugazi.

### DIY
Большинство групп на раннем этапе при организации концертов, записи альбомов рассчитывала только на свои силы и силы фанов. Поддержка СМИ практически отсутствовала, информация о предстоящих концертах распространялась в фэнзинах, на студенческих радио. Печать и расклейка афиш проводилась самими музыкантами, информация также передавалась из рук в руки, от человека к человеку. Многие группы начального периода вообще не записывали альбомов, и были известны только по живым выступлениям, или по участию на сплит записях. Ранние хардкор группы изначально не создавались как в первую очередь коммерческие проекты. Музыканты, распространяя свои записи и организовывая свои концерты, рассчитывали только на собственные силы и поддержку своих фанов. В противовес коммерческой музыке, которая получала поддержку крупных звукозаписывающих компаний, освещение во всевозможных журналах и музыкальных радиостанциях, хардкор отказывались принципиально от всего этого. Важно заметить, что в Америке считалось нормальным для молодой группы стараться найти как можно более крупного продюсера и заключить контракт с крупной звукозаписывающей компанией — ничего в принципе позорного в этом не было.

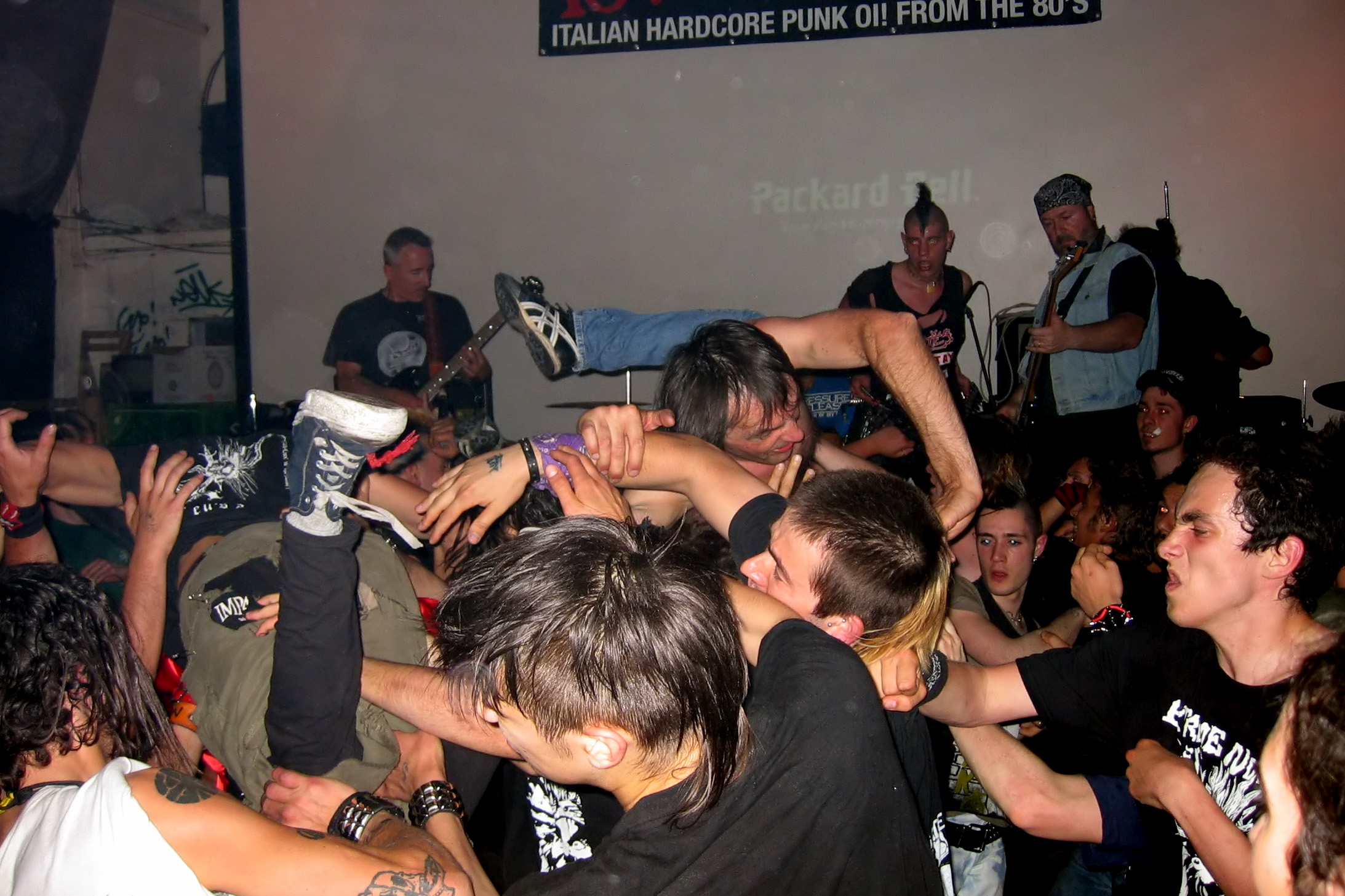
Мош

### Мош
Мош — своеобразный вид танцев на хардкор концертах. В начале 1980-х годов, появившись первоначально в хардкор-среде, в середине 1980-х был заимствован и фанами трэш-метала.
Существует также понятие стэйдж-дайвинг — прыгание со сцены в толпу зрителей, и крауд-серфинг (crowd surfing) — «плавание» по рукам стоящих в зале. В настоящее время стейдж-дайвинг можно увидеть на концертах почти любых тяжелых групп.

## Поджанры и влияние

### Диджитал-хардкор
Хардкор с элементами электронного хардкора и хардкор-панка: использование «бейса» в качестве ритмичного барабана-бочки; быстрый темп с использованием индустриальных звуков и семплов; Вокал: чистый или гроулинг, скриминг и пиг-войс; бласт-бит, заимствованный из грайндкор-культуры; примитивные и жесткие гитарные рифы, характерные для хардкора. Часто жанровые композиции близки к Нойзу. Самым ярким и известным представителем является группа Atari Teenage Riot. Другие характерные представители — The Mad Capsule Markets, Cobra Killer, Lewsor, Rabbit Junk, Cyanotic, The Shizit, The Named, Die!!Die!!Color!!!.

### Youth crew
В отличие от раннего хардкора, характеризуется более позитивным настроем, окончательным отделением от панк-идеологии. Многие команды пропагандировали идеи веганизма и стрэйт эджа. Главным образом, движение получило распространение в Нью-Йорке. Наиболее известные youth crew группы — Youth of Today, Gorilla Biscuits, Side By Side, Chain of Strength, Mouthpiece, Judge. Основной рекорд-лейбл — Revelation Records.

### Френч-кор
2000-х Франция. Смесь экспериментала, пост-хардкора, скримо, сладжа и маткора. Трагичная, депрессивная музыка, особая атмосферность этого стиля находит своих слушателей. Представители: I Pilot Dæmon, Time to Burn, Plebeian Grandstand, Celeste, Black Bomb A.

### Битдаун
Битдаун хардкор тесно связан с хип-хопом, музыка характеризуется большим количеством брэйкдаунов. Представители: 6 Weapons, Nasty, Rise Of The Northstar, Recognize, In Blood We Trust, Bulldoze, Denied, One Second Thought, Fat Ass, Independenza, Cunthunt 777, Pay No Respect, Blood By Dayz, Vibrator Für Pony. В России основными представителями жанра являются, H.I.L. DISTORTION, THE LAST PUNISHMENT, FATAL, NORDSIDE, TORTUGA, Hands OFF и MENTOR.

### Хейткор
Нью-Йорк, вторая половина 1980-х и ранние 1990-е. SFA, Sheer Terror, Integrity, Lavatory.

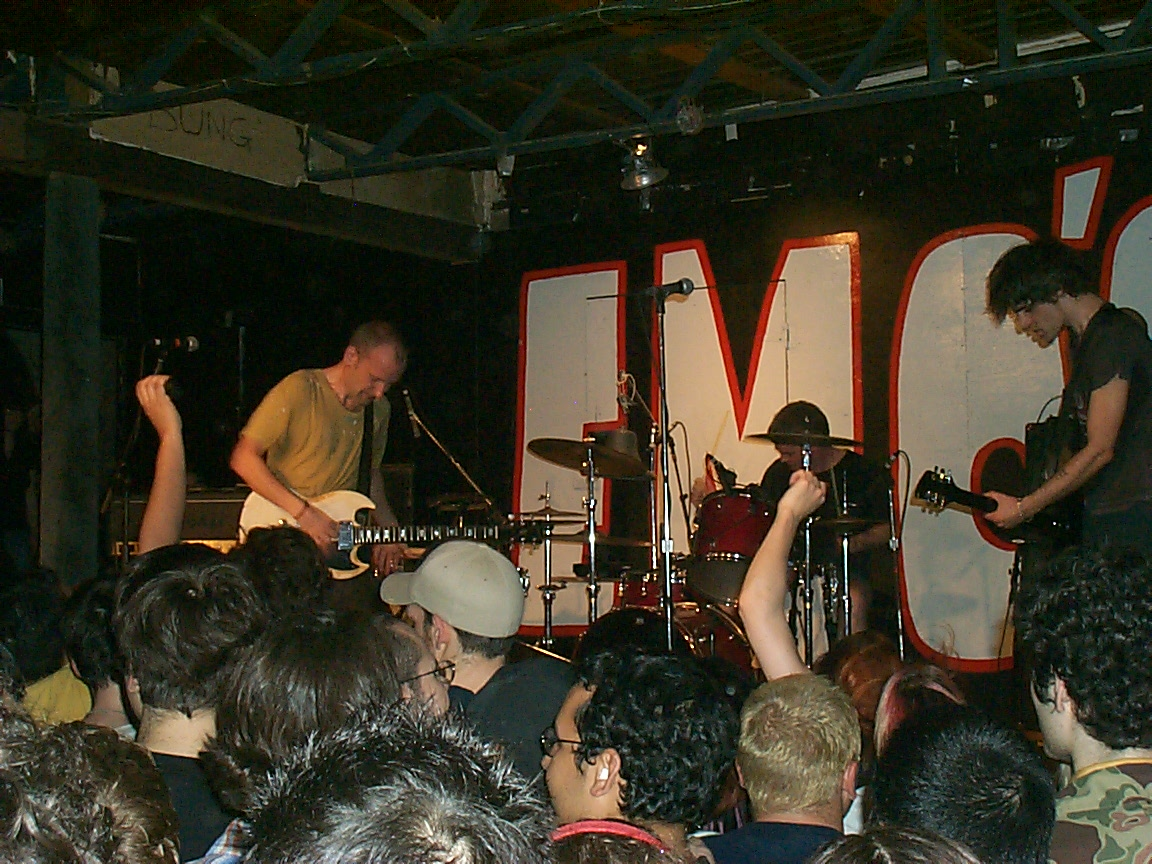
Fugazi

### Пост-хардкор
В конце 1980-х появился пост-хардкор. От традиционного хардкора его отличали более сложные и динамичные структуры, особое внимание уделялось чистому вокалу, которого было больше, чем скрима. Основной лейбл — Dischord. Характерные представители — Rites of Spring, Embrace, Fugazi, Nation of Ulysses, Jawbox. Впоследствии дал толчок к появлению эмо и скримо (более агрессивное ответвление эмо).

### Скейт-панк
Начало 1980-х, Калифорния. JFA, Agent Orange, The Faction

### Ска-кор
Хардкор с элементами ска: быстрый темп и небольшая продолжительность композиций, возможно использование гроулинга и скриминга в вокале.

## Представители
Журнал Metal Hammer опубликовал список из 5 самых важных альбомов хардкор-панка:
- Black Flag – Damaged (1981)
- Bad Brains – Rock for Light (1983)
- Gorilla Biscuits – Start Today (1989)
- Converge – Jane Doe (2001)
- Turnstile – Glow On (2021)

## Книги и фильмы
Книги

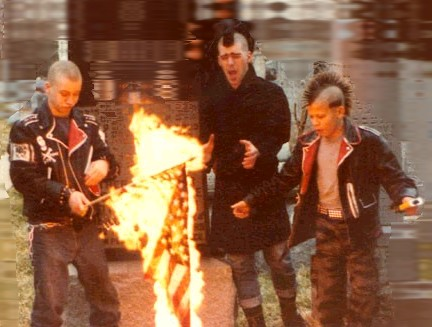
Панки сжигают американский флаг, ранние 80-е

- Dance of Days: Two Decades of Punk in the Nation’s Capital (Mark Andersen, Mark Jenkins, ISBN 1-888451-44-0)
- Hardcore California: A History of Punk and New Wave (Peter Belsito, Bob Davis, ISBN 0-86719-314-X)
- American Hardcore. A Tribal History. (Steven Blush, George Petros, ISBN 0-922915-71-7)
- New York City Hardcore — The Way it was (Matthias Mader)
- the day the Country Died-A history of Anarcho-Punk (Ian Glasper, ISBN 978-1-901447-70-5)
- Burning Britain: The History of UK Punk 1980—1984 (Ian Glasper, ISBN 978-1-901447-24-8)

Фильмы
- Hardcore is more than music (США, 2011)
- American Hardcore (США, 2006)
- The EDGE — Perspectives On Drug Free Culture (Германия, 2010)
- Guerrilla Warfare Video Fanzine — Never Give Up (США, 2003)
- Guerrilla Warfare Video Fanzine — Diversity (США, 2001)
- Another State of Mind (США, 1984)
- Repo Man (США, 1984)
- SLC Punk (США, 1998)
- Suburbia (США, 1984)
- Boston Beatdown: See the World Through Our Eyes (США, 2004)